# Загоскин, Михаил Николаевич
Михаи́л Никола́евич Заго́скин (14 [25] июля 1789, село Рамзай, Пензенская губерния — 23 июня [5 июля] 1852, Москва) — русский писатель и драматург, директор московских театров и московской Оружейной палаты. Действительный статский советник в звании камергера.
Прославился в начале 1830-х годов как автор первых в России исторических романов. Один из популярнейших писателей своего времени, Загоскин при жизни имел славу «русского Вальтера Скотта», которая со временем увяла.

## Биография
Родился 14 июля 1789 года в семье пензенского помещика Николая Михайловича Загоскина (1761—1824) и Натальи Михайловны, тётки известного Н. С. Мартынова. Отец Загоскина покупал на ярмарках большое количество книг и давал их читать своим детям. Уже в 11 лет будущий писатель сочинил трагедию «Леон и Зыдея» и повесть «Пустынник» (не сохранились).
В 1802 году сын пензенского губернатора Филипп Вигель привёз своего троюродного брата Мишу Загоскина в Санкт-Петербург, где тот поступил на службу в канцелярию государственного казначея Голубцова:

«Ему было тогда лет четырнадцать, и уже по тогдашнему обычаю его готовили на службу, хотя учение его не только не было кончено, мне кажется, даже не было начато. Имя Миши, коим звали его, было ему весьма прилично; дюжий и неуклюжий, как медвежонок, имел он довольно суровое, но свежее и красивое личико».— Ф. Вигель
И действительно, Загоскин получил посредственное домашнее образование и впоследствии в рукописях допускал многочисленные грамматические ошибки, часть из которых попадала и в печатные издания.
Через три года службы Загоскин стал сенатским регистратором. В 1807 году перешёл на службу в Горный департамент; затем два года служил в Государственном ассигнационном банке и в 1811 году был переведён в Департамент горных и соляных дел. Помощь от отца составляла триста рублей ассигнациями в год, годовое жалование — сто рублей в год. На эти скромные средства Загоскин жил с дядькой-воспитателем Прохором Кондратьичем, которого изобразил в романе «Мирошев».
В разгар французского вторжения, 9 августа 1812 года, Загоскин записался в петербургское ополчение, которое предназначалось в подкрепление корпуса Витгенштейна. Когда 6 октября ополчение вступило в первый бой при взятии Полоцка, Загоскин был ранен в ногу и получил орден Святой Анны 3-й степени с надписью: «За храбрость». После лечения вернулся в полк, был назначен адъютантом к графу Ф. Ф. Левизу[уточнить] и пробыл в этой должности всю войну. После взятия Данцига (24 декабря 1813 года) ополчение было распущено.
В 1814 году Загоскин вернулся в своё родовое поместье Рамзай, где написал одноактную комедию «Проказник».

### Возвращение в Петербург
В начале 1815 года Михаил Николаевич возвращается в Петербург и снова поступает на службу в Департамент горных и соляных дел на должность помощника столоначальника. В петербургские годы (1815—1820) снимал квартиру в доходном доме Яковлева, на Невском проспекте, 96.
В Петербурге Загоскин отправляет письмом текст своей пьесы «Проказник» драматургу князю А. А. Шаховскому, который в то время служил членом репертуарной части казённого театра. Шаховской пожелал познакомиться с неизвестным автором. «Проказник» был поставлен в Петербурге один или два раза. За «Проказником» последовала пьеса «Комедия против комедии, или Урок волокитам» (1815). Ей сопутствовал куда больший успех, пьеса часто шла в театрах, и Загоскин стал известным писателем.
В 1816 году Загоскин покидает Горный департамент; в конце 1817 года он был назначен помощником члена репертуарной части при дирекции Императорских театров. В том же году Загоскин издавал и редактировал журнал «Северный Наблюдатель», который стал продолжением журнала Корсакова «Русский Пустынник, или Наблюдатель Отечественных нравов». В журнале Загоскин пишет статьи, нравоучительные очерки под разными псевдонимами: Ювенал Беневольский, Обитатель Лиговского канала, М. З. Житель Лиговского канала и др., ведёт театральный раздел. В это время он пишет и ставит комедии «Богатонов, или Провинциал в столице» и «Вечеринка учёных», и две интермедии: «Макарьевская ярмарка» и «Лебедянская ярмарка».
В 1818 году Михаил Николаевич перешёл на службу в Императорскую публичную библиотеку на должность помощника библиотекаря. В декабре 1819 года избран в действительные члены Общества любителей российской словесности. В этом году написал одноактную пьесу «Роман на большой дороге» и комедию в трёх действиях «Добрый малый». В июле 1820 года Загоскин оставил должность помощника библиотекаря и переехал в Москву.

### В Москве

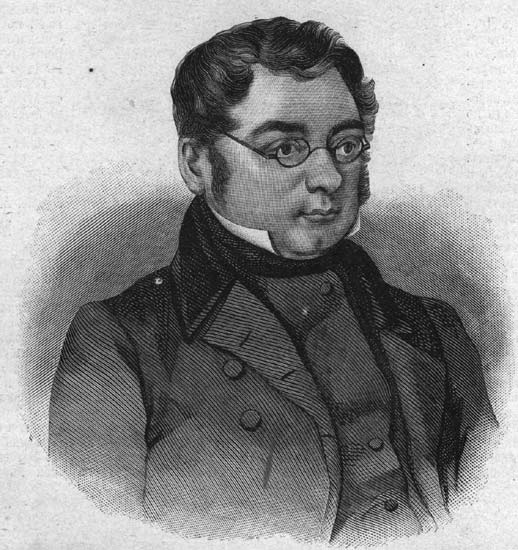
Гравированный портрет из журнала «Нива»

В Москве Загоскин начинает писать стихи. В начале 1822 года появилась комедия в стихах «Урок холостым, или Наследники». В 1823 году была поставлена его новая пьеса, «Деревенский философ». Пьесы Загоскина пользовались большим успехом в московских театрах.
В мае 1822 года Загоскин поступает на службу чиновником особых поручений при московском военном генерал-губернаторе с исправлением должности экспедитора по театральному отделению, а с 1823 года занимает место члена по хозяйственной части московских театров.
Несколько лет Загоскин собирает материалы для исторического романа из эпохи Смутного времени и в 1828—1829 годах обрабатывает их. В конце 1829 года выходит в свет исторический роман в трёх частях «Юрий Милославский, или Русские в 1612 году». Роман получил восторженные отклики и вскоре стал самым популярным романом на русском языке. В. Г. Белинский назвал «Юрия Милославского» «первым хорошим русским романом». «Юрий Милославский» был переведён на 6 языков.
После триумфа «Юрия Милославского» Загоскин получил место управляющего конторою Императорских Московских театров. В 1833 году стал действительным членом Российской академии, а после присоединения её к академии наук — почётным академиком последней по отделению русского языка и словесности.
В 1837 году Загоскин был произведён в действительные статские советники с назначением на должность директора императорских московских театров. Через пять лет получил должность директора Московской оружейной палаты, которую и занимал до конца своей жизни. Приверженец всего традиционного, в журнальных статьях Загоскин ополчался против «наших скептиков, европейцев, либералов», противился внедрению в русский язык иностранных слов.
Загоскин, умерший в возрасте 62 лет, был похоронен в московском Новодевичьем монастыре. В советское время его надгробие было уничтожено; правда, когда это было признано ошибкой, надгробие восстановили.

## Литературная деятельность

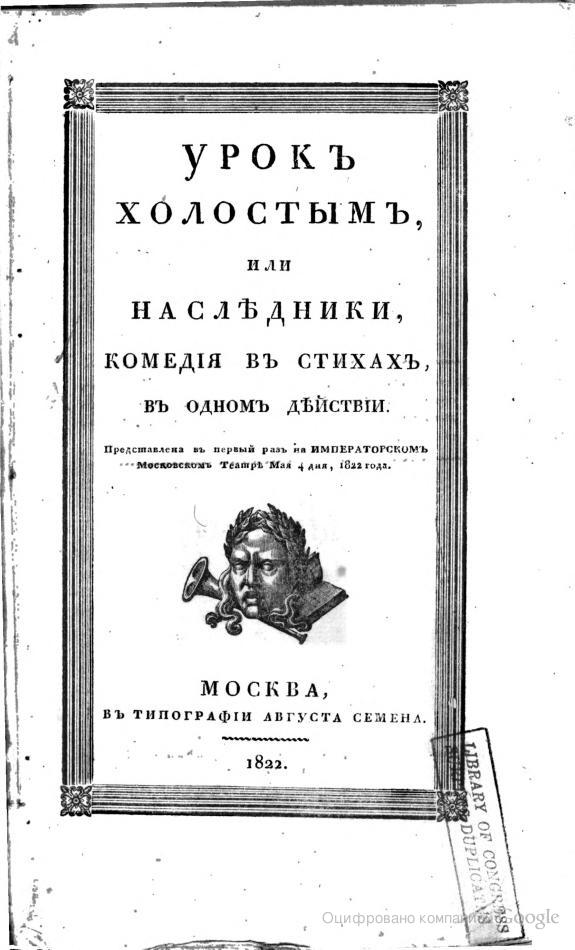
Обложка пьесы в стихах «Урок холостым, или Наследники». Впервые поставлена 4 мая 1822 года.

В литературе Загоскин дебютировал комедией «Проказник» (1815 год). В его пьесах «Богатонов в деревне, или Сюрприз самому себе» (1821 год), «Урок холостым, или Наследники» (1822 год), «Деревенский философ» (1822 год), «Репетиция на станции» (1827), «Благородный театр» (1827) находят подражание французской комедии.
В 1829 году, ориентируясь на модные сочинения Вальтер Скотта, Загоскин пишет роман «Юрий Милославский, или Русские в 1612 году». Роман имел оглушительный успех. Жуковский роман «прочитал в один присест, не покидая книги до поздней ночи». «Юрий Милославский», провозглашённый первым историческим романом в России, имеющим «народную физиономию», к 1847 году был переиздан семь раз. Роман «имел немедленный и громкий успех и около ста лет оставался заслуженно популярным у не очень привередливых читателей». Продолжая историческую тему, в 1831 году Загоскин издаёт роман «Рославлев, или Русские в 1812 году». Первый тираж романа был быстро распродан. В скором времени последовало ещё два издания. До появления «Войны и мира» это была самая популярная книга об Отечественной войне 1812 года.
В 1833 году вышел третий исторический роман Загоскина «Аскольдова могила» о далёких временах Владимира Красно Солнышко. К удивлению автора, «древлеславянский» колорит романа был плохо встречен публикой. На основе романа Загоскин создал либретто для оперы Верстовского «Аскольдова могила». Опера была поставлена в 1835 году и пользовалась большой популярностью.
Исторические романы Загоскина были выдержаны в духе официального патриотизма и служили своего рода иллюстрацией теории официальной народности. С этим связано неприятие Загоскина в советское время, когда считалось, что «его квасной патриотизм крепостника часто доходил до комизма». Д. Мирский отмечает в его романах «недостаток истинного исторического колорита, грубый национализм и картонную психологию».
После неудачи «Аскольдовой могилы» Загоскин на некоторое время прекратил писать о русской истории. Под влиянием «Вечера на Кавказских водах» и «Вечеров на хуторе близ Диканьки» он издаёт целый том готических южнорусских повестей о бесах и привидениях под названием «Вечер на Хопре» (1834).
Новелла «Белое привидение» из этого сборника содержит детективную линию, что делает произведение «протодетективом» отечественной литературы. Автор предлагает читателю две трактовки событий — реалистическую и фантастическую.
В 1837 году выходит первая часть «Повестей Михаила Загоскина». Во вторую часть «Повестей» вошли «Три жениха», «Провинциальные очерки» и «Кузьма Рощин». Книги Загоскина хорошо раскупались; «Тоска по родине» 1839 года потребовала нового издания.
В 1842 году вышел трёхчастный роман Загоскина «Кузьма Петрович Мирошев» о временах Екатерины II. Критики ставили его в один ряд с «Юрием Милославским». В 1846 году был издан популярный роман Загоскина «Брынский лес» о первых годах царствования Петра I, а в 1848 году — роман «Русские в начале восемнадцатого столетия». После этого Загоскин уже не писал крупных произведений.
Четыре выпуска этнографически-бытовых очерков были изданы под названием «Москва и Москвичи» (1842—1850); комедии «Недовольные», «Урок матушкам», «Заштатный город», «Поездка за границу», «Женатый жених» и др. Всего Загоскин издал 29 томов романов, повестей и рассказов, 17 комедий и один водевиль.
- «Юрий Милославский, или Русские в 1612 году» (1829);
- «Рославлев, или Русские в 1812 году» (1831);
- «Аскольдова могила» (1833 год);
- «Вечер на Хопре» (1834 год)
- «Кузьма Рощин» (1836 год);
- «Искуситель» (1838 год);
- «Тоска по родине» (1839 год);
- «Кузьма Петрович Мирошев» (1841 год);
- «Брынский лес» (1845 год);
- «Русские в начале XVIII столетия» (1848 год);

## Признание
Память о Загоскине увековечена в его родном селе Рамзай памятником и мемориальной доской. В Пензе одна из улиц названа именем писателя.
Награды
- Орден Святой Анны 4-й ст. с надписью «За храбрость» (03.01.1813)
- Орден Святого Владимира 4-й ст. (20.03.1823)
- Орден Святой Анны 2-й ст. (12.08.1824)
- Орден Святого Владимира 3-й ст. (13.04.1840)
- Орден Святого Станислава 1-й ст. (14.01.1845)
- Орден Святой Анны 1-й ст. (03.09.1851)

## Семья
В 1816 году, вопреки желанию родственников, Загоскин взял в жёны незаконнорождённую дочь бригадира Дмитрия Александровича Новосильцева (1758—1835) — Анну Дмитриевну Васильцовскую (26.06.1792—26.03.1853), которая принесла ему в приданое село Абакумово Пронского уезда. После переезда в Москву поселился в Гагаринском переулке у своего влиятельного тестя, Д. А. Новосильцева. С. Т. Аксаков вспоминал о стеснённых обстоятельствах Загоскиных до того, как публикация «Юрия Милославского» принесла главе семейства всероссийскую известность:

«Загоскин жил в доме своего тестя, в мезонине с женой и детьми, и помещался очень тесно. Я видел, что моё посещение его смутило. Комнатка, в которой он меня принял, была проходная; все наши разговоры могли слышать посторонние люди из соседних комнат, а равно и мы слышали всё, что около нас говорилось, особенно потому, что кругом разговаривали громко, нимало не стесняясь присутствием хозяина, принимающего у себя гостя. Загоскин, очень вспыльчивый, беспрестанно краснел, выбегал, даже пробовал унять неприличный шум, но я слышал, что ему отвечали смехом. Я понял положение бедного Загоскина посреди избалованного, наглого лакейства, в доме господина, представлявшего в себе отражение старинного русского капризного барина екатерининских времён, по-видимому не слишком уважавшего своего зятя».
В браке родились сыновья:
- Дмитрий (30.05.1818[14]—10.01.1870),
- Николай (1819 — ?)[15]
- Сергей (15.05.1833-25.02.1897)[16], дослужившийся на архивной службе до чина тайного советника и оставивший интересные мемуары.